# Cupaniopsis
Cupaniopsis is een geslacht uit de zeepboomfamilie (Sapindaceae). De soorten komen voor van Maleisië tot in het zuidwestelijke deel van het Pacifisch gebied.

## Soorten
- Cupaniopsis acuticarpa Adema
- Cupaniopsis amoena A.C.Sm.
- Cupaniopsis anacardioides (A.Rich.) Radlk.
- Cupaniopsis apiocarpa Radlk.
- Cupaniopsis azantha Radlk.
- Cupaniopsis baileyana Radlk.
- Cupaniopsis bilocularis Adema
- Cupaniopsis bullata Adema
- Cupaniopsis celebica Adema
- Cupaniopsis chytradenia Radlk.
- Cupaniopsis cooperorum P.I.Forst.
- Cupaniopsis crassivalvis Radlk.
- Cupaniopsis curvidens Radlk.
- Cupaniopsis dallachyi S.T.Reynolds
- Cupaniopsis diploglottoides Adema
- Cupaniopsis euneura Adema
- Cupaniopsis flagelliformis (F.M.Bailey) Radlk.
- Cupaniopsis fleckeri S.T.Reynolds
- Cupaniopsis foveolata (F.Muell.) Radlk.
- Cupaniopsis grisea Adema
- Cupaniopsis hypodermatica Radlk.
- Cupaniopsis kajewskii Merr. & L.M.Perry
- Cupaniopsis leptobotrys (A.Gray) Radlk.
- Cupaniopsis mackeeana Adema
- Cupaniopsis macrocarpa Radlk.
- Cupaniopsis macropetala Radlk.
- Cupaniopsis megalocarpa Adema
- Cupaniopsis napaensis Adema
- Cupaniopsis newmanii S.T.Reynolds
- Cupaniopsis papillosa P.I.Forst.
- Cupaniopsis petiolulata Radlk.
- Cupaniopsis phalacrocarpa Adema
- Cupaniopsis phanerophlebia Merr. & L.M.Perry
- Cupaniopsis platycarpa Radlk.
- Cupaniopsis rhytidocarpa Adema
- Cupaniopsis serrata (F.Muell.) Radlk.
- Cupaniopsis shirleyana (F.M.Bailey) Radlk.
- Cupaniopsis simulata S.T.Reynolds
- Cupaniopsis stenopetala Radlk.
- Cupaniopsis strigosa Adema
- Cupaniopsis sylvatica Guillaumin
- Cupaniopsis tomentella (F.Muell. ex Benth.) S.T.Reynolds
- Cupaniopsis trigonocarpa Radlk.
- Cupaniopsis vitiensis Radlk.
- Cupaniopsis wadsworthii (F.Muell.) Radlk.

... · 
Acer (Esdoorn) · 
Aesculus (Paardenkastanje) · 
Alectryon · 
Allophylus · 
Atalaya · 
Dimocarpus · 
Harpullia · 
Litchi (Lychee) · 
Paullinia · 
Sapindus (Zeepnotenboom) · 
Talisia · 
Zanha · 
...